# Obotritter
Obotritter (tysk: Abodritter) var et vendisk (vestslavisk) folkeslag, der var bosat i Nordtyskland omtrent i det område, som i dag hedder Mecklenburg. Øst for dem boede wilzerne. Obotritterne havde i mange år en tæt forbindelse til Danmark på godt og ondt.

## Udbredelse og stammeinddeling
Obotritterne boede i størstedelen af det nuværende Mecklenburg og det østlige Holsten. De var underinddelt i flere stammer: vagriere og polabere i vest, varnovere i øst, rarogere mellem disse og drevjanere vest for Elben. Obotritterne var omgivet af fjender: i syd, vest og nord af saksere og daner, i øst af slaviske folkeslag pomoranere og liutizere (vendere, sorbere).

## Levevis
Obotritterne var egentlig agerbrugere, kvægavlere og fiskere, men bedrev en omfattende handel og sørøveri. Øen Femern var i 1000-tallet det centrale område for de slaviske sørøvere. Hver stamme blev styret af en fyrste.

## Organisering
Ofte forenede imidlertid flere stammer sig om en fælles fyrste. Stammerne inddeltes i kredse. I spidsen for hver kreds stod en župan. Hver kreds havde sin egen kredsstad, hvor folket samledes i urolige tider. Kredsstæderne var ofte omgivet af søer og moser. Sådanne kredsstæder var blandt andre Plön, Schwerin, Ratzeburg, Dobin (i Dobin am See ved Schweriner See) og Ilow (også Ilenburg, i Neuburg).

## Religion
Obotritternes religion lignede de andre slaviske stammers. De dyrkede især guden Svantevit i Arkona på Rügen.

## Historie
I historien fremtræder obotritterne først som Karl den Stores forbundsfæller i hans kampe mod saksere og vender. I 808 angreb den danske konge Godfred obotritterne og erobrede byen Reric nord for det nuværende Wismar, hvis købmænd blev tvangsforflyttede til Hedeby. De anerkendte formelt frankernes overherredømme, men besejredes først i 955 af kejser Otto den Store. Han tvang dem til at betale skat og at antage kristendommen. Flere gange gjorde de oprør, udplyndrede og afbrændte Hamborg i 974 og igen i 983, udryddede fuldstændigt kristendommen og nægtede tyskerne skat og tjenester. Omkring samme tid var obotritternes konge Mistivoj nær allieret med Harald Blåtand og senere med Svend Tveskæg. Fyrst Godskalk var gift med Sigrid, en datter af den danske konge Svend Estridsen. Med dansk hjælp fik han gjort sig til herre over obotritterne. Han forsøgte på alle måder at indføre kristendommen, men blev dræbt under et oprør i 1066. Efter langvarige kampe mellem tyskere og slaver valgte obotritter og lutitser fyrsten Kruko fra Rügen som deres fælles hersker. Godskalks søn, Henrik, søgte da bistand hos danskerne og dræbte Kruko omkring 1093 og udråbtes til konge i Lübeck. Snart omfattede hans vælde alene vagrierne. En tid efter Henriks død lykkedes det Knud Lavard i 1129 at blive anerkendt som obotritternes overherre. Efter hans død (han blev myrdet) i 1131 delte Henriks brorsøn Pribislav og Niklot af obotritterne magten. Tyskerne bekæmpede nu slaverne værre end nogen sinde før, og i løbet af 1100-tallet blev obotritterne næsten udryddede. Omkring 1160 undertvang og kristnede den saksiske hertug Henrik Løve obotritterne, og deres land blev tysk og kristnet hovedsagelig ved, at Henrik Løve forestod en indvandring og kolonisering. Samtidig blev obotritterne angrebet nordfra af danskerne under Valdemar den Store.
Rester af slavisk sprog fandtes endnu ved Elben helt ind i 1700-tallet.